# Öschenbachtal
Öschenbachtal ist ein Natur- und Landschaftsschutzgebiet im Gebiet der Stadt Mössingen im Landkreis Tübingen in Baden-Württemberg. Mit Verordnung  vom 9. September 1997 hat das Regierungspräsidium Tübingen das Gebiet unter Schutz gestellt. 

## Lage
Das Natur- und Landschaftsschutzgebiet liegt unmittelbar an den Ort angrenzend nordöstlich und südlich des Ortsteils Öschingen und umfasst Teile des Talbereichs des Öschenbachs unterhalb des bewaldeten Steilanstiegs zur Hochfläche von Roßberg, Bolberg und Filsenberg. 
Das Naturschutzgebiet liegt in den Naturräumen 094-Mittlere Kuppenalb und 101-Vorland der mittleren Schwäbischen Alb innerhalb der naturräumlichen Haupteinheiten 09-Schwäbische Alb und 10-Schwäbisches Keuper-Lias-Land. Es wird ergänzt durch das gleichnamige, 47 Hektar große Landschaftsschutzgebiet Nr. 4.16.022 und ist Teil des 3.568 Hektar großen FFH-Gebiets Nr. 7620343 Albtrauf zwischen Mössingen und Gönningen sowie des 39.597 Hektar großen Vogelschutzgebiets Nr. 7422441 Mittlere Schwäbische Alb.

## Schutzzweck
Wesentlicher Schutzzweck ist die Erhaltung und Extensivierung der recht mageren Wiesen und Weiden in ihrer trockenen und ihrer nassen Ausprägung, insbesondere der Halbtrockenrasen und Hangquellsümpfe sowie die Extensivierung der intensiv bewirtschafteten Wiesen- und Weidenbereiche zum Schutz der noch vorkommenden Pflanzen und Tierarten.